# Saint-Pascal
Saint-Pascal é uma cidade localizada na província de Quebec no Canadá.